# Liste der Monuments historiques in Saint-Martin-d’Entraunes
Die Liste der Monuments historiques in Saint-Martin-d’Entraunes führt die Monuments historiques in der französischen Gemeinde Saint-Martin-d’Entraunes auf.

## Liste der Bauwerke
| Bezeichnung      | Beschreibung                  | Standort | Kennzeichnung | Schutzstatus | Datum | Bild           |
| ---------------- | ----------------------------- | -------- | ------------- | ------------ | ----- | -------------- |
| Kirche St-Martin | Erbaut ab dem 12. Jahrhundert | (Lage)   | PA00080841    | Inscrit      | 1926  | weitere Bilder |

## Liste der Objekte
| Bezeichnung                                  | Beschreibung                                     | Standort | Kennzeichnung | Schutzstatus | Datum | Bild |
| -------------------------------------------- | ------------------------------------------------ | -------- | ------------- | ------------ | ----- | ---- |
| Retabel mit Gemälde La Vierge de Miséricorde | Holz, 1555; in der Kirche St-Martin              | (Lage)   | PM06000920    | Classé       | 1908  |      |
| Prozessionskreuz                             | Silber, 15. Jahrhundert; in der Kirche St-Martin | (Lage)   | PM06000919    | Classé       | 1908  |      |
| Weihwasserbecken                             | Stein, 1667; in der Kirche St-Martin             | (Lage)   | PM06000921    | Classé       | 1908  |      |